# Ivar Giaever
Ivar Giaever   (Bergen, 5 d'abril de 1929 - Schenectady, 20 de juny de 2025) va ser un físic estatunidenc, d'origen noruec, guardonat l'any 1973 amb el premi Nobel de Física.
Estudià enginyeria industrial a l'Institut Tecnològic de Noruega, llicenciant-se l'any 1952 en física. El 1954 emigrà al Canadà, trasllandant-se dos anys després als Estats Units. En aquells moments estudià física al Rensselaer Polytechnical Institute, doctorant-se el 1964, any en el qual aconseguí la ciutadania estatunidenca.
Interessat en l'efecte túnel sobre els semiconductors i superconductors, va demostrar com el pas d'electrons a través d'un díode amb una fina capa d'òxid produïa el fenomen conegut com a superconductivitat. El 1973 va compartir el premi Nobel de Física amb Leo Esaki i Brian David Josephson pels seus treballs en la física de l'estat sòlid.